# ヘンドリク・フェルスフリング
ヘンドリク・フェルスフリング（Hendrik Verschuring、1627年11月2日 - 1690年4月26日）は、オランダの画家、版画家である。オランダで人気のあった「イタリア式風景画（Italiaanse landschappen）」や馬に乗った人物のいる風景画を描いた。

## 略歴
現在のオランダの南ホラント州のホルクムで軍人の息子に生まれたが、体が弱かったので父親はヘンドリクを画家の道に進ませた。8歳でディルク・ホーフェルツゾーン(Dirkc Govertsz.:1575-1646)という肖像画家の弟子になり、13歳でユトレヒトの風景画家、ヤン・ボト(1610/1618-1652)の弟子になった。6年間の修行の後、イタリアに旅し、ローマに10年間滞在した。帰国しようとした時、アムステルダム市長の息子のイタリア旅行のガイド役を頼まれ、さらに3年間イタリアに滞在した 。1659年にホルクムに戻った。
フランスがオランダに侵攻した1672年にフェルスフリングはホルクムの参事会（Gorinchemse vroedschap）のメンバーになり、しばしば軍隊の宿営地を訪れ、騎兵などのいる風景を題材にして作品を描いた。後に市長になるが、1690年にロッテルダムまでのメルウェデ運河の船旅の途中で水難事故にあい、ドルトレヒト近くで亡くなった。
ヤン・ボトのスタイルを継承して「イタリア式風景画（Italiaanse landschappen）」を描いた画家の一人である。
息子のウィレム・フェルスフリング(Willem Verschuring: 1660-1726)も画家になった。弟子にはマテウス・ウェイトマンス(Mattheus Wijtmans: 1638-1689)がいる。